# Munição de airsoft

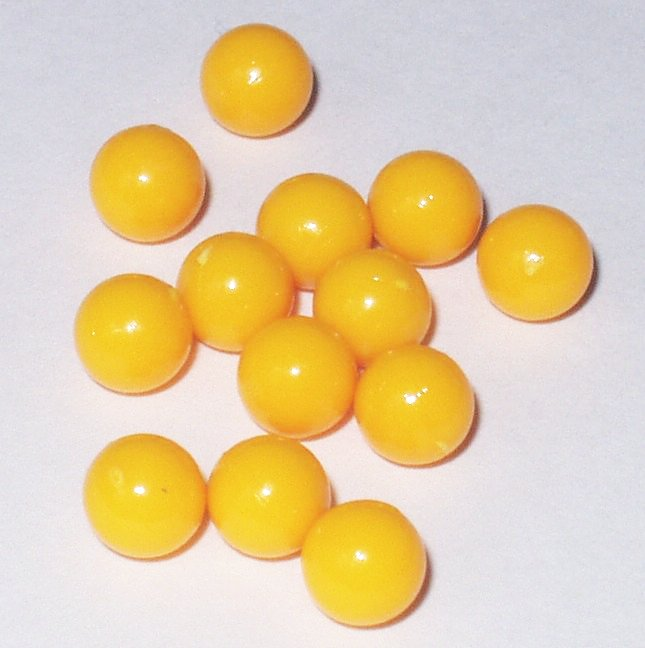
A munição de airsoft, no formato de esferas plásticas de 6 mm 0.12 g.

A munição de airsoft, é na verdade, um projétil esférico ("pellet") não metálico, geralmente coloquialmente (mas incorretamente), chamados de "BBs", que são tipicamente feitos de (mas não se limitando a) materiais plásticos ou de resina biodegradável. geralmente medem cerca de 6 mm (0,24 pol) de diâmetro (embora modelos seletivos usem 8 mm), e pesam 0,12 a 0,40 g (1,9 a 6,2 gr), com os pesos mais comuns sendo 0,12 g e 0,20 g, enquanto pellets de 0,25 g, 0,28 g, 0,30 g e 0,40 g também são comuns.
Embora sejam frequentemente referidos como "BBs" entre os usuários de airsoft, esses pellets não são os mesmos projéteis de metal de 4,5 mm que as armas BB disparam, ou do tiro ao pássaro de 4,6 mm (0,180 in) do qual o termo "BB", efetivamente se originou.